# Leptochiton darioi
Leptochiton darioi is een keverslakkensoort uit de familie van de Leptochitonidae. De wetenschappelijke naam van de soort is voor het eerst geldig gepubliceerd in 1973 door Righi.